# Trialeti
Trialeti (gruz. თრიალეთი) – osiedle typu miejskiego w Gruzji, w regionie Dolna Kartlia, w gminie Calka. W 2014 roku liczyło 565 mieszkańców.